# Nannoglanis fasciatus
Nannoglanis fasciatus — єдиний вид роду Nannoglanis родини Гептаптерові ряду сомоподібних. Наукова назва походить від латинського слова nannus, тобто «малий», та грецького слова glanis — «сом».

## Опис
Загальна довжина сягає 4,5 см. Голова порівно велика. Очі маленькі. Є 3 пари вусів. Тулуб стрункий, звужується до хвоста. Спинний плавець високий. Жировий плавець маленький. Грудні плавці великі. Анальний плавець короткий. Хвостовий плавець витягнутий.
Забарвлення світло-коричневе. В області анального, черевних та грудних плавців проходять поперечні смуги світлого кольору.

## Спосіб життя
Біологія вивчена недостатньо. Є демерсальною рибою. Віддає перевагу прісним водоймам. Цей сом активний вночі. Живиться дрібними водними організмами.

## Розповсюдження
Мешкає у басейні річки Напо (Східний Еквадор).